# 富山県道21号井波城端線
富山県道21号井波城端線（とやまけんどう21ごう いなみじょうはなせん）は、富山県南砺市を通る県道（主要地方道）である。

## 概要

### 路線データ
- 起点：富山県南砺市井波字今町190（国道471号交点）
- 終点：富山県南砺市城端564（善徳寺前交差点、国道304号交点）

## 歴史
- 1993年（平成5年）4月1日：路線認定。
- 1993年（平成5年）5月11日 - 建設省から、県道井波城端線が井波城端線として主要地方道に指定される[1]。

かつては『城端庄川線』の名称で、現・国道471号の井波町 - 庄川町間を含めたルートであった。

## 路線状況

### 重複区間
- 富山県道27号金沢井波線（南砺市井波 - 南砺市山見・五領島交差点）

### 交通量
2005年度（平成17年度）交通量
| 地点            | 休日24時間交通量 | 平日24時間交通量 |
| 南砺市山見370-3 | 4,850台          | 3,924台          |
| 南砺市北野1950  | 3,465台          | 2,276台          |

## 地理

### 通過する自治体
- 南砺市

### 交差する道路
- 国道471号（南砺市井波、起点）

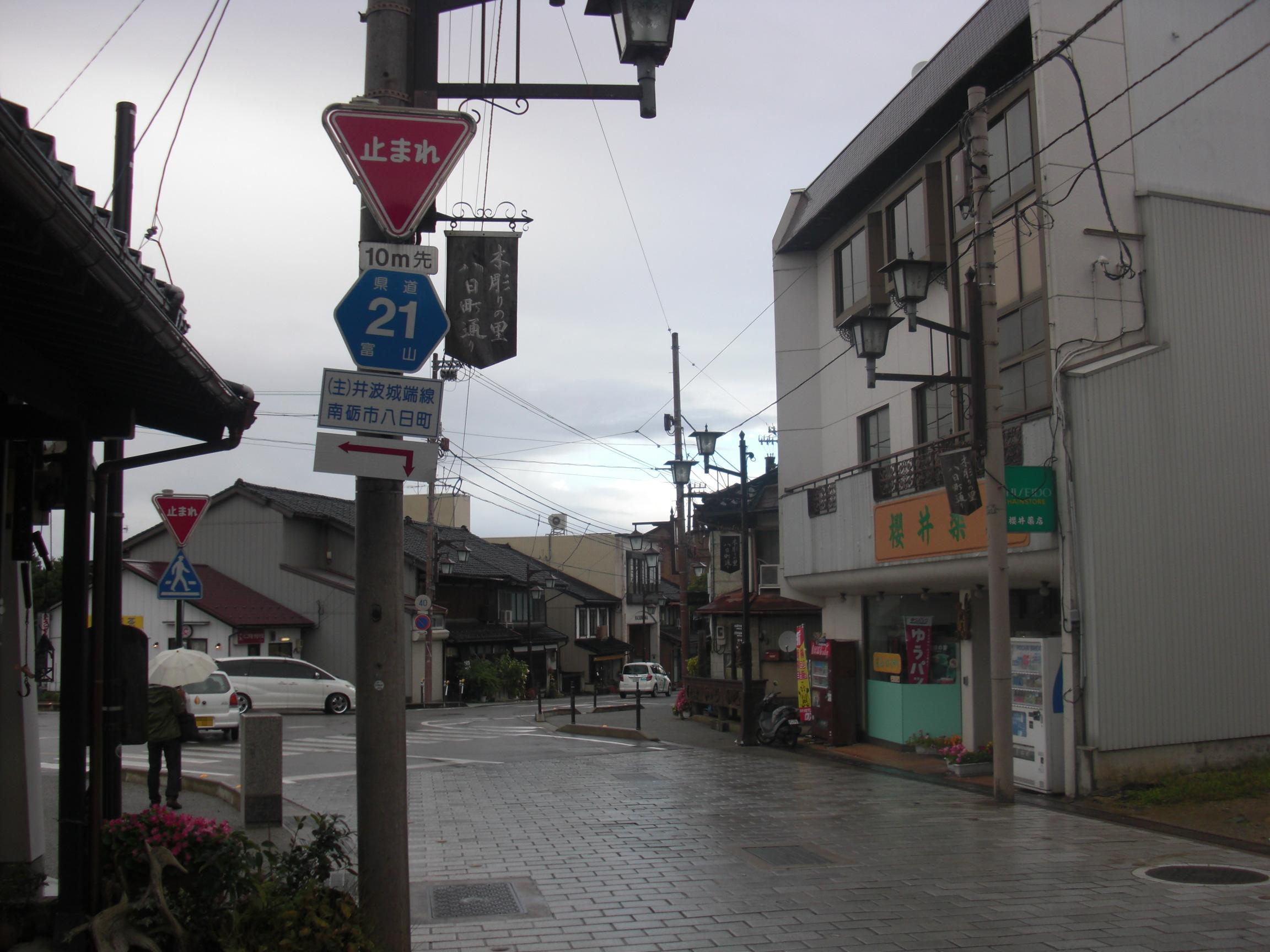
沿道風景（南砺市井波八日町通り）

- 富山県道27号金沢井波線（南砺市井波）
- 富山県道27号金沢井波線（南砺市山見・五領島交差点）
- 富山県道71号池尻福野線（南砺市池尻）
- 富山県道284号井波井口城端線（南砺市池尻）
- 富山県道293号長楽寺福光線（南砺市北野）
- 富山県道294号川上中北野線（南砺市北野）
- 国道304号（南砺市城端・善徳寺前交差点、終点）

### 沿線にある施設など
- 南砺市役所井波庁舎（旧井波町役場）
- 真宗大谷派井波別院瑞泉寺
- いのくち椿館
- 南砺市立井口小学校
- 南砺市立井口中学校
- 井口郵便局
- 協立アルミ 井口工場
- 日本抵抗器製作所
- 南砺市城端曳山会館